# Фогт, Мириам
Мириам Фогт (нем. Miriam Vogt; род. 20 марта 1967, Штарнберг) — немецкая горнолыжница. Представляла сборные ФРГ и Германии по горнолыжному спорту в 1985—1998 годах, чемпионка мира, победительница этапа Кубка мира, участница двух зимних Олимпийских игр.

## Биография
Мириам Фогт родилась 20 марта 1967 года в Штарнберге, Бавария. Зимой каталась на лыжах, а летом занималась академической греблей (её старший брат Маркус Фогт стал впоследствии достаточно известным гребцом, призёр чемпионата мира, участник Олимпийских игр). В конечном счёте по настоянию тренера сделала выбор в пользу горнолыжного спорта, проходила подготовку в коммуне Унтераммергау в местном одноимённом клубе WSV Unterammergau.
В 1985 году вошла в состав западногерманской национальной сборной и выступила на юниорском чемпионате мира в Чехословакии, где стала восьмой в слаломе, шестнадцатой в гигантском слаломе и девятнадцатой в скоростном спуске.
Впервые попала в число призёров Кубка мира в сезоне 1989/90, выиграв серебряную медаль в скоростном спуске на этапе в итальянской Санта-Катерине. Побывала на чемпионате мира 1991 года в Зальбах-Хинтерглеме, где уже в составе сборной объединившейся Германии заняла двенадцатое место в скоростном спуске и четвёртое в комбинации.
Благодаря череде удачных выступлений удостоилась права защищать честь страны на зимних Олимпийских играх 1992 года в Альбервиле — показала здесь девятый результат в комбинации и скоростном спуске, тогда как в программе супергиганта расположилась в итоговом протоколе на восемнадцатой строке.
Одним из самых успешных сезонов в её спортивной карьере оказался сезон 1992/93. Она одержала первую и единственную победу в Кубке мира, обойдя всех соперниц в скоростном спуске на этапе в американском Вейле. Кроме того, успешно выступила на мировом первенстве в Мориоке, откуда привезла награду золотого достоинства, добытую в комбинации.
Находясь в числе лидеров немецкой национальной сборной, Фогт благополучно прошла отбор на Олимпийские игры 1994 года в Лиллехаммере — на сей раз стала девятой в комбинации, двенадцатой в скоростном спуске, в то время как в слаломе не финишировала.
После лиллехаммерской Олимпиады Мириам Фогт осталась в главной горнолыжной команде Германии и продолжила принимать участие в крупнейших международных соревнованиях. Так, она выступала на чемпионатах мира 1996 года в Сьерра-Неваде и 1997 года в Сестриере — в обоих случаях показала в комбинации седьмой результат.
В 1998 году Фогт покинула немецкую сборную, хотя ещё вплоть до 2001 года выступала на различных соревнованиях национального уровня, в том числе в Швейцарии и Австрии. В течение своей спортивной карьеры она в общей сложности восемь раз поднималась на подиум этапов Кубка мира, получив пять бронзовых медалей, две серебряные и одну золотую. Ей так и не удалось завоевать Хрустальный глобус, но в одном из сезонов она была в комбинации второй. Наивысшая позиция в общем зачёте всех дисциплин — четвёртое место.
Начиная с 2005 года занимает должность президента Баварской лыжной федерации.
В 2017 году была награждена баварским орденом «За заслуги».